# Gomes Aires
Gomes Aires is een voormalige plaats (freguesia) in de Portugese gemeente Almodôvar en telt 483 inwoners (2001).
Op 29 september 2013 werden de freguesias Gomes Aires en Santa Clara-a-Nova samengevoegd tot de nieuwe freguesia União das Freguesias de Santa Clara-a-Nova e Gomes Aires. Santa Clara-a-Nova is de zetel van deze nieuw gevormde freguesia.